# Phablet

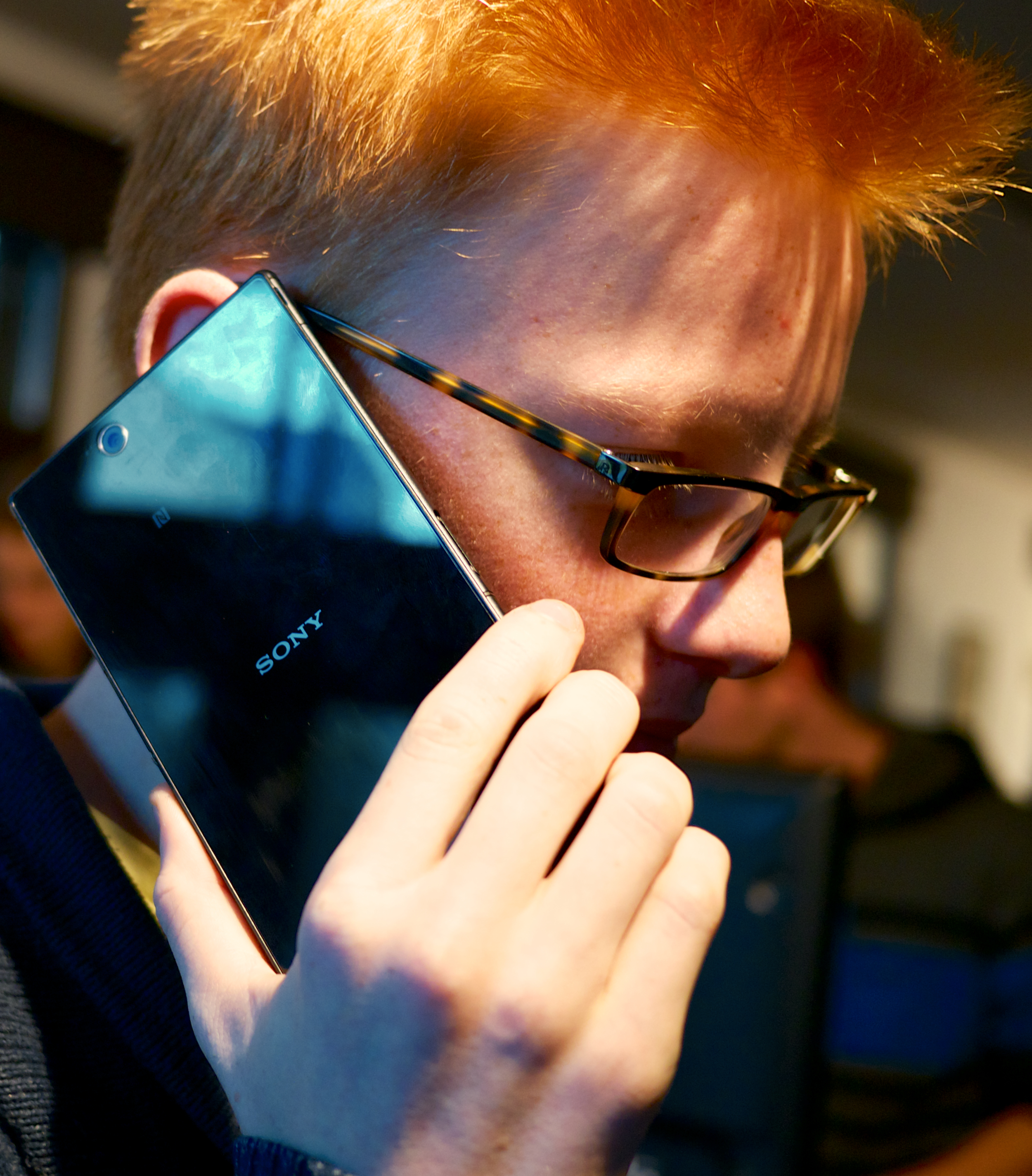
Telefonieren mit einem Phablet wie mit einem Smartphone

Ein Phablet /ˈfæblət/, /-lɪt/, gelegentlich auch Smartlet genannt, ist ein besonders großes internetfähiges Mobiltelefon, typischerweise mit einer Bildschirmdiagonale von etwa 7 Zoll (ca. 177 mm). Damit stellt es ein Hybridgerät aus Smartphone und Tabletcomputer dar und wird von einigen Herstellern und Verkäufern als eigene Geräteklasse definiert.
Bei der Bezeichnung handelt es sich um eine Wortkreuzung aus Phone und Tablet (bzw. bei Smartlet Smartphone und Tablet), die im Jahr 2010 zunehmend Bekanntheit erlangte. Durchgesetzt hat sich allerdings der Begriff Phablet gegenüber der Alternativbezeichnung „Smartlet“. In den drei Jahren zuvor waren immer mehr Mobiltelefone auf den Markt gekommen, die sich von der Größe her stark von den geläufigen Smartphones und ihrer Bildschirmdiagonale von typischerweise 3,5 Zoll unterschieden, jedoch nicht an die Größe der Tablets mit ca. 9 Zoll heranreichten. Phablets bieten die in Smartphones üblichen Telefonfunktionen.
Die Software auf Phablets besteht in der Regel aus grafisch hochskalierten Versionen der Smartphone-Apps, seltener aus herunterskalierten Tablet-Apps. Einige Phablets nutzen speziell für diese Bildschirmgröße entwickelte Programme. Manche Phablets können über Eingabestifte angesprochen werden, etwa zum Schreiben von Text. Die dahinter arbeitende Handschrifterkennung ist dann eigens für das Phablet programmiert.
Vorteile des Phablets liegen in der effizienteren Verwendung von Multimedia- und Businessanwendungen. Dagegen sind Phablets schwerer und in vielen Fällen unhandlicher; oft passen sie auch nicht mehr in die Hosentasche.

## Geschichte
Als das erste Phablet der Geschichte gilt das HTC Advantage X7500 von 2007. Doch schon viele Jahre zuvor waren, z. B. mit dem AT&T EO 440, bereits PDAs auf dem Markt, mit denen telefoniert werden konnte.
Die Entstehung des Begriffs Phablet kann auf Ende 2009 datiert werden, jedoch gehen die Meinungen auseinander, wer ihn als erster nachhaltig geprägt hat. Auf Twitter tauchte Phablet erstmals im September 2009 auf, dann erst wieder im Februar 2010, anschließend immer häufiger. In den 2020er Jahren verschwand Phablet als Begriff allmählich wieder aus dem allgemeinen Wortschatz.
Der Technikjournalist Ian Scales beschrieb das 2010 erschienene Mobiltelefon Dell Streak wegen seiner Größe als Phablet. Der Mobilfunkexperte Dan Warren von der GSM Association erhebt den Anspruch, ein paar Tage früher auf die Idee gekommen zu sein. Das Dell Streak war das erste Mobiltelefon mit einer Bildschirmdiagonale von 5 Zoll. Mangels Bezeichnung für diese Klasse großer Smartphones entstanden damals mehrere Begriffe, unter anderem Smartlet (aus Smartphone und Tablet).
Das erste weithin als Phablet bekannte und auch so genannte Mobiltelefon war Samsungs 2011 erschienenes Galaxy Note. Entgegen vielen Vorhersagen von Fachleuten wurde das Samsung Galaxy Note zum Verkaufsschlager. Das Argument gegen dieses Gerät war ein ästhetisches: Es sehe nicht gut aus, eine so große Scheibe zum Telefonieren ans Ohr zu halten.
In der Londoner Times wird der Begriff erstmals im April 2012 erwähnt, in der New York Times taucht der Begriff des Phablets in Verbindung mit einem Nachfolger dieses Geräts erst im Februar 2013 auf:

„…a smartphone so wide that gadget blogs call it a phablet.“

In der deutschen Presse findet sich das Phablet sporadisch ab dem Frühjahr 2012 und häufig ab dem Sommer 2014. Ein deutsches Wort für Phablet gibt es nicht. Im Englischen gilt das Wort als sperrig.

## Galerie

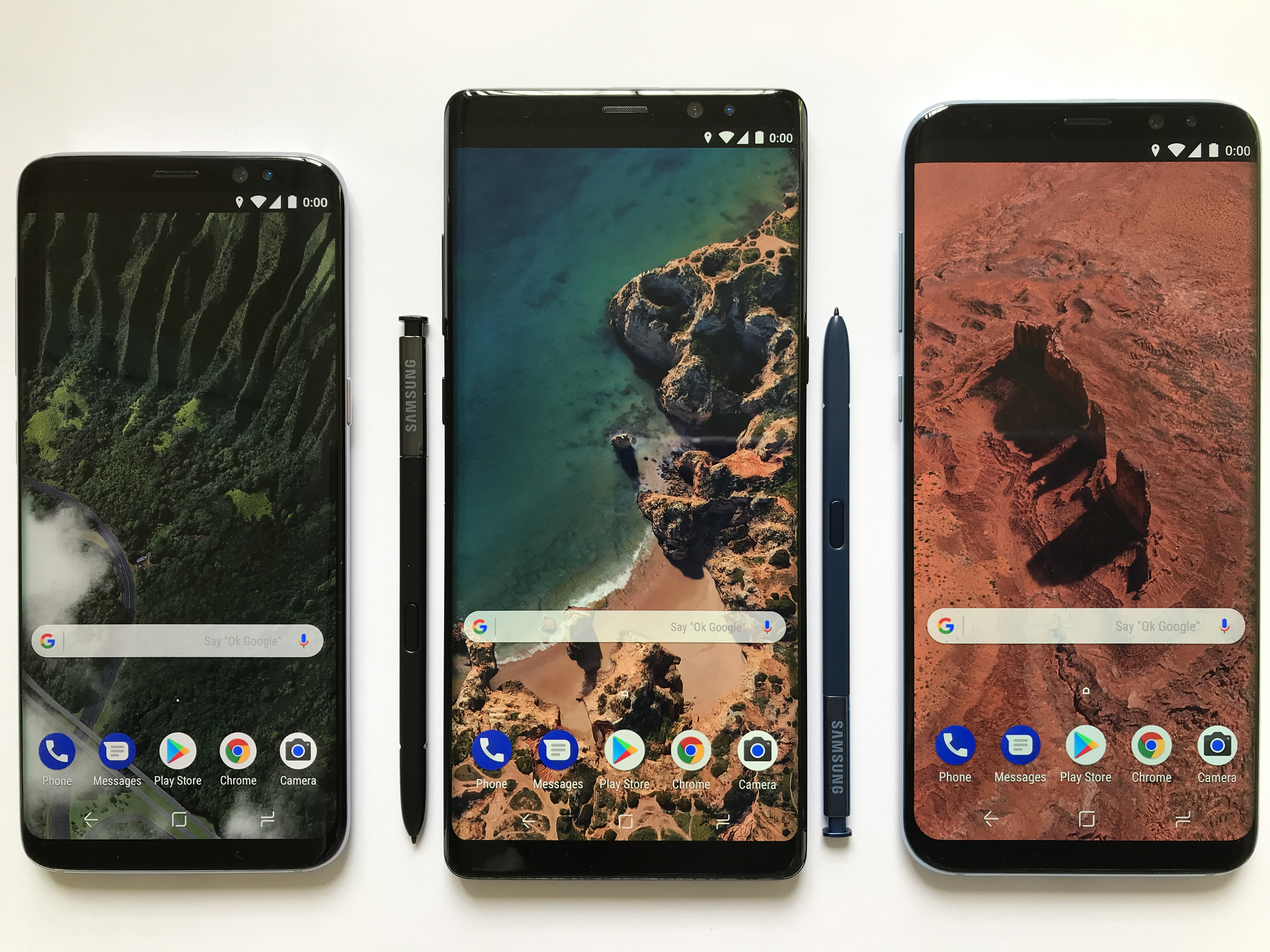
Phablet mit Eingabestift
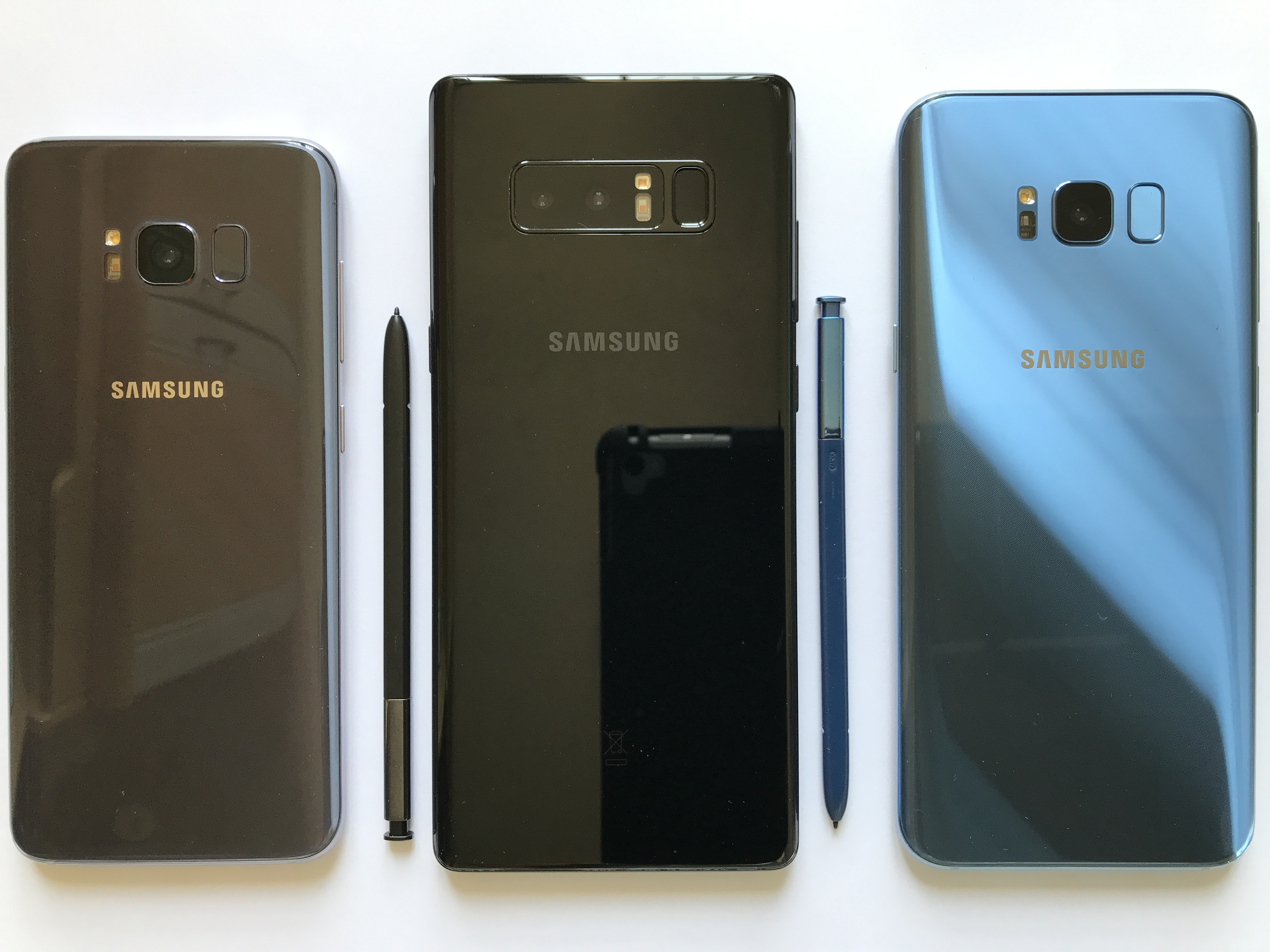
Phablet mit Eingabestift
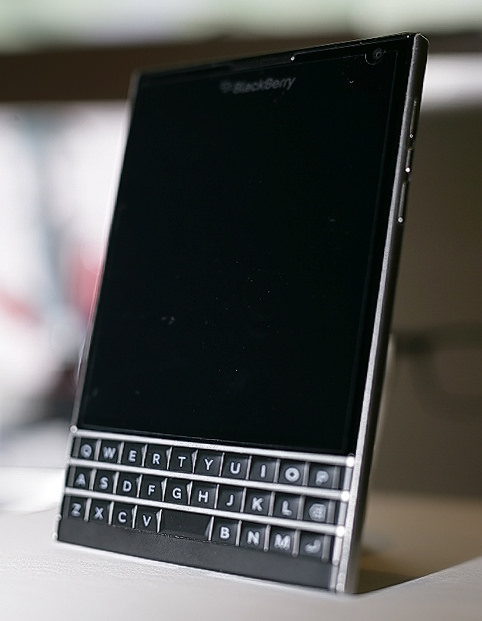
Phablet mit QWERTY-Hardwaretastatur
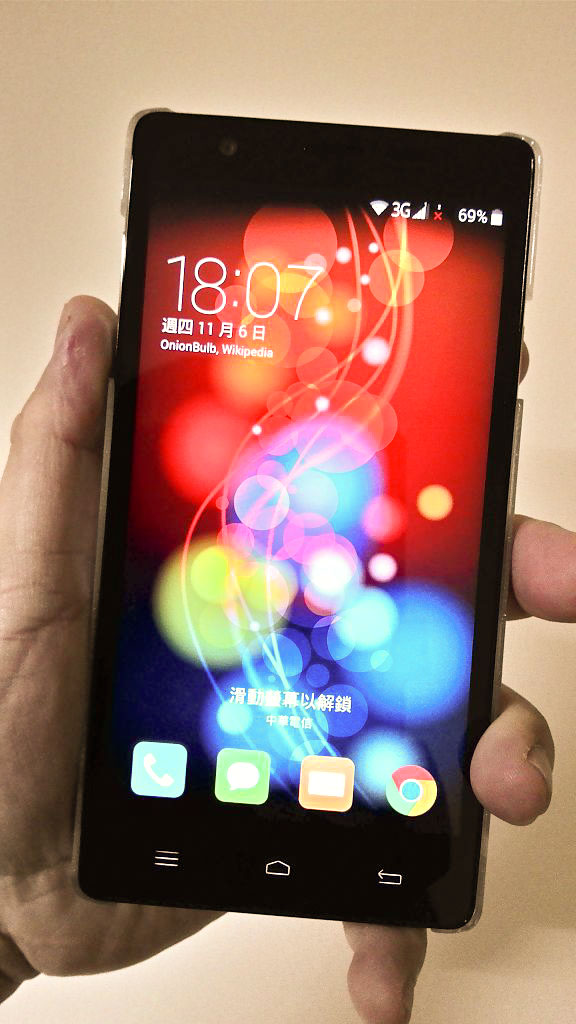
Phablets liegen anders in der Hand als Smartphones
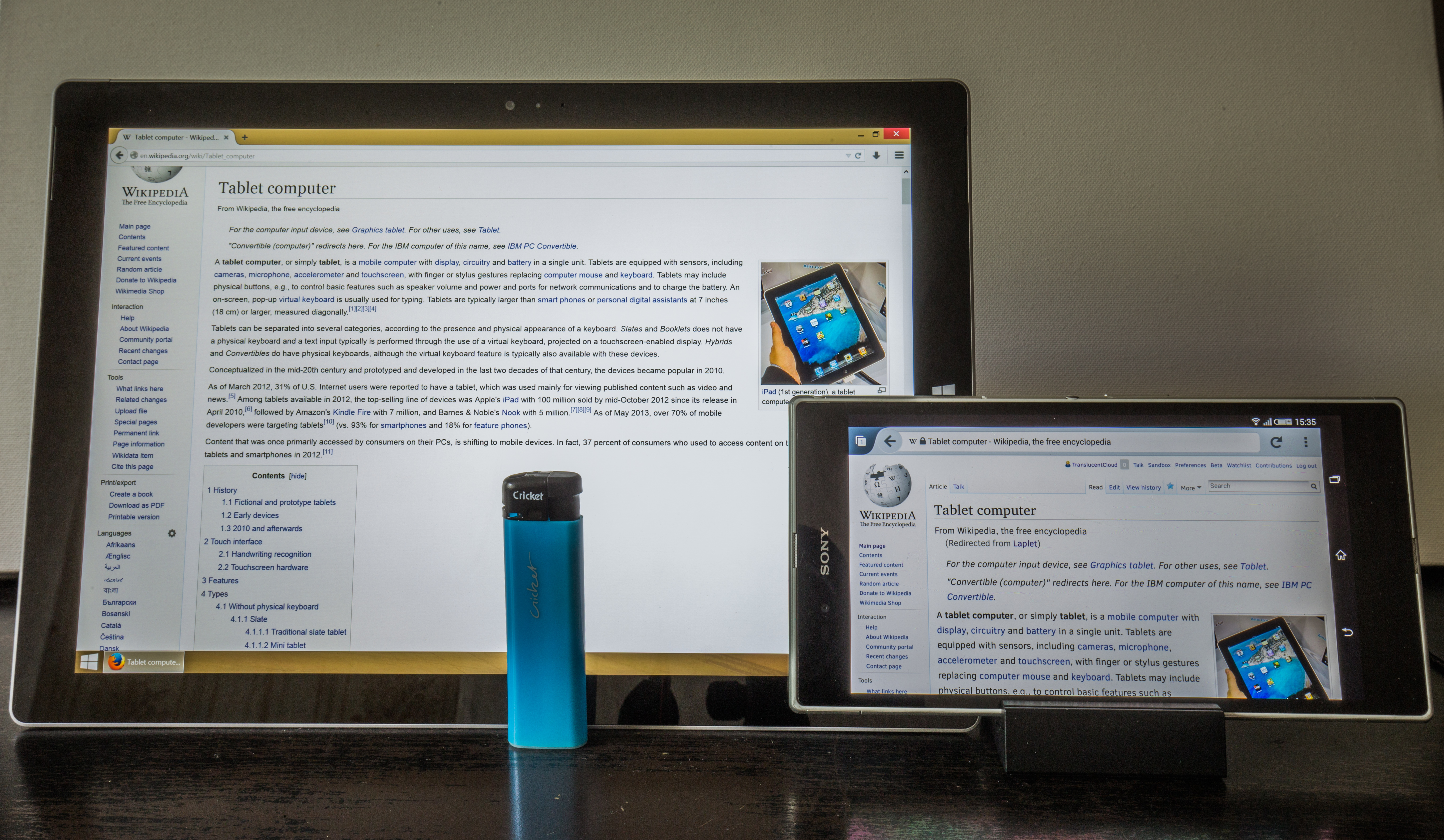
Ein Tablet PC neben einem Phablet (rechts)